# بوهدان پولیاخوف
بوهدان پولیاخوف (انگلیسی: Bohdan Polyakhov؛ زادهٔ ۴ ژوئن ۱۹۹۰) بازیکن فوتبال اهل اوکراین است.